# Бекович-Черкасский, Александр
Алекса́ндр Беко́вич-Черка́сский (до принятия православия — Девлет-Гирей-мурза) (1672 — 1717) — потомок кабардинских князей из северокавказского аристократического рода —  Бековичей-Черкасских. Капитан Преображенского полка, руководитель военного похода в Хивинское ханство 1714—1717 годов, из которого не вернулся.

## Биография
Александр Бекович-Черкасский вел своё происхождение от верховного князя-валия Большой Кабарды Казы Пшеапшокова (ум. 1615). Князь Бекмурза Джамбулатов, внук Казы Пшеапшокова, оставил после себя шесть сыновей: Татархана, Шевлоха, Девлет-Гирея, Батоко, Кайсина и Эльмурзу. По своему отцу они назывались Бекмурзиными, а затем и Бековичами. 
В русских документах детей Бекмурзы называли Бековы.
Год рождения князя не известен. Впервые в документах его имя упоминается в 1688 году, когда после пожара в городке Терки бывшему воеводе Ивану Борисовичу Мартьянову, было велено передать воеводство Афанасию Ивановичу Козлову. При передаче полномочий и имущества был составлен список, из которого совершенно ясно, что в 1688/1689 гг. Девлет-Гирей-мурза жил в аманатной избе в Терках. Среди прочего в документе было упомянуто о проживании в «аманатных избах аманатных мурз: Кабардинской Дивлетъ Кирей, Андреевской Чугук, Хайдацкой Амир, Тарковской Хале бек».
Александр Черкасский находился в качестве заложника (аманата) в доме князя Бориса Алексеевича Голицына, где воспитывался вместе с сыновьями главы Казанского приказа. Из дневника И. Г. Корба, секретаря посольства императора Леопольда I к Петру I в 1698—1699 годах:
…князь Б. А. Голицын, с целью блеснуть своим гостеприимством, приказал двум своим сыновьям прислуживать Господину Архиепископу (д’Артуа) и Господину Послу, к ним присоединил молодого Черкесского князя, недавно ещё похищенного тайно у своих родителей, князей Черкесских, татар, и окрещённого.
В 1708−09 годах был направлен за границу для обучения морскому делу. О чём свидетельствует список лиц, посланных для «научения» в Италию и Голландию на рубеже XVII−XVIII вв., составленный князем Борисом Ивановичем Куракиным. В списке из двадцати фамилий, где было указано кто «сего году посланы фамилеи первые в Голландию учитца навигации — и кто им ены явим» фигурирует в одном из столбцов некто — «Черкасский К. (князь. — Прим. автора.) Александро». Во время учёбы совершил несколько дальних морских походов, отчёт о которых обратил внимание Петра I на способного офицера.
По возвращении поступил на службу в Преображенский полк. В 1714—1716 годах по выбору царя руководил экспедицией по картографической съёмке берегов Каспийского моря, составленную им карту лично представил царю и заслужил его одобрение.

## Хивинский поход и гибель
2 июня 1714 года Пётр I издает указ «О посылке преображенского полка капитан поручика кн. Алекс. Бековича-Черкасского для отыскания устьев реки Дарьи…». К этому времени сведения о среднеазиатских государствах, географии региона, маршрутах в Индию в России были крайне отрывочны и фрагментарны.
Одной из причин экспедиции считают легенду, что якобы в Амударье имеются богатые золотые пески, и хивинцы, дабы скрыть это, с помощью специальной дамбы отвели течение реки в Аральское море. Полагалось, что течение легко можно будет восстановить, и потом получить доступ к месторождениям золота.
На основе данных, полученных в ходе экспедиции 1714 года, А. Бекович-Черкасский создал первую научную карту восточных районов Каспийского моря. Эту карту А. Бекович-Черкасский преподнес Петру I в феврале 1716 г. при личной встрече с ним в городе Либаве (современный город Лиепая, Латвия). Это карта была представлена в Парижской Академии наук, что и стало причиной избрания Петра I её членом.
14 февраля 1716 года Пётр I вручил Бековичу лично им написанную следующую инструкцию:
1. Исследовать прежнее течение Амударьи и, если возможно, опять обратить её в старое русло;
2. Склонить хивинского хана в подданство;
3. На пути к Хиве и особенно при устье Амударьи устроить, где нужно, крепости;
4. Утвердившись там, вступить в сношения с бухарским ханом, склоняя и его к подданству;
5. Отправить из Хивы под видом купца поручика Кожина в Индостан для проложения торгового пути, а другого искусного офицера в Эркет для разыскания золотых руд.

В распоряжение Бековичу давалось 4000 регулярных войск, 2000 яицких и гребенских казаков и 100 драгун; кроме того, в экспедицию вошли несколько морских офицеров, 2 инженера и 2 купца.
Большая часть 1716 года прошла в приготовлениях, которые производились в Астрахани. Здесь Бекович побывал ещё в 1715 году и исследовал берега моря; результатом явилась первая карта Каспийского моря, составленная им, за что он был произведен в капитаны гвардии.
В сентябре 1716 года Бекович выступил из Астрахани в Каспийское море и имел остановки у мыса Тюк-Карагана, в заливе Александровском и у урочища Красные воды; везде были оставлены отряды для постройки крепостей. У урочища Красные воды Бекович рассчитывал найти прежнее устье Амударьи, отсюда же он послал двух послов (которые не вернулись) в Хиву, а сам поехал обратно в Астрахань. Набрав новые войска, численностью превосходившие первые, весной 1717 года он направился по суше в Хиву.
Через некоторое время стало известно, что Бекович погиб со всем своим отрядом. Вестником гибели был яицкий казак Ахметов, с несколькими другими спасшийся от плена.
Они рассказывали: выйдя из Астрахани, Бекович пошёл к Гурьеву, далее переправился через реку Эмбу и на пятый день пути получил от Петра повеление послать через Персию в Индию надежного человека, знакомого с туземным языком, для разведок о способах торговли и добывания золота. Бекович отправил мурзу — майора Тевкелева, но он был арестован в Астрабате (спустя долгое время, благодаря посредничеству российского посла при персидском дворе, Волынского, был освобожден). По отправлении Тевкелева Бекович продолжал путь около месяца и был от Хивы на расстоянии не более 120 верст, у урочища Карагач — как раз в этом месте, по легенде, находилась плотина, запрудившая воду старого русла Амударьи.
Здесь их встретил хивинский хан с 24 000 войска, но после трёхдневного боя был отброшен и не мог уже помешать дальнейшему движению к Хиве. Тогда хан отправил послов с мирными предложениями и приглашением Бековича в Хиву для окончательных переговоров.
Бекович прибыл с отрядом в 500 человек, оставив начальником над остальным войском майора Франкенбека. В то же время хан стал уверять Бековича, что для того, чтобы хивинцы могли прокормить все прибывшие русские войска, их необходимо расставить отрядами в пяти разных городах. Согласившись с предложением, Бекович заставил Франкенбека, дважды отказавшегося исполнить его волю, разделить всё войско на 5 отрядов и отправить их в указанные города. Когда отряды отошли на значительное расстояние от Хивы, хивинцы внезапно напали на отряд Бековича и уничтожили его. Так же поступили они и с остальными отрядами, из которых только очень немногим удалось спастись.
Голову Бековича хивинский хан отправил в дар бухарскому хану. Его гибель вошла в поговорку («пропал как Бекович»).
Считалось, что непосредственно на отряд самого Бековича напали туркмены из племени йомутов (йомудов). Когда в 1873 году генерал-губернатор Туркестанского края Кауфман приказал генерал-майору Головачёву совершить карательный рейд на отказывающееся принять русское подданство племя и уничтожить их кочевья, общественное мнение в России восприняло это событие в том числе и как месть за Бековича.

## Семья
Жена — Марфа Борисовна Голицына (1688/1690—1716), дочь Голицына Борис Алексеевича, воспитателя юного Петра Первого. В 1716 году княгиня вместе с двумя дочерьми утонула на переправе через Волгу под Астраханью, возвращаясь с проводов мужа, отправившегося в Хиву.
Сыновья:
- Князь Александр Александрович Бекович-Черкасский (Старший), полковник российской армии (ум. в 1776 г.). Его жена — Софья Михайловна, урожд. Еропкина (1711–1778), сестра архитектора П.М.Еропкина[16]. Его дочери:
  - Дарья Александровна Бекович-Черкасская (1745—1821). В замужестве — Арсеньева (муж — Александр Александрович Арсеньев)
  - Мария Александровна Бекович-Черкасская (ум. 1763).  Ее муж — Федор Федорович Щербатов
    - Дочь Марии Александровны — Дарья Фёдоровна Щербатова, в замуж. Дмитриева-Мамонова. После смерти матери воспитанием юной княжны занимался ее дед — князь А.А. Бекович-Черкасский (Старший). После его кончины в 1776 году воспитанием княжны Щербатовой занялась ее тетка – сестра матери Дарья Александровна Арсеньева, урожденная княжна Бекович-Черкасская, определившая племянницу ко двору Екатерины II.
- Князь Александр Александрович Бекович-Черкасский (Младший), бригадир российской армии. Его жена — Наталья Петровна, урожд. Мельгунова (1728—1778), дочь Петра Наумовича Мельгунова, президента Камер-коллегии, вице-губернатора Санкт-Петербурга. Его дети[17]:
  - Анна Александровна Бекович-Черкасская
  - Елизавета Александровна Бекович-Черкасская
  - Николай Александрович  Бекович-Черкасский (1750—1798). Его жена — Наталья Андреевна (г.р. — ок.1760), урожд. графиня Ефимовская, дочь камергера Андрея Михайловича Ефимовского. Их дети:
    - Григорий Николаевич (г.р.1788)
    - Николай Николаевич (1791—1823). В службу вступил в Волынский уланский полк, участвовал в Русско-турецкой войне. С началом Отечественной войны 1812 года князь Н.Н.Бекович-Черкасский был командирован для вербовки солдат, набрал в Нижегородской губернии отряд из 50 человек, который обмундировал и снарядил за собственный счет.
    - Елена Николаевна
    - Иван Николаевич

  - Петр Александрович Бекович-Черкасский. Его жена — Александра Петровна, урожд. Левшина (1757—1782).
  - Владимир Александрович Бекович-Черкасский. Его жена — Надежда Степановна, урожд. Рахманова
  - Дмитрий Александрович Бекович-Черкасский, коллежский асессор. Его жена — Варвара Николаевна, урожд. Овцына (1772—1806). Его сын:
    - Пётр Дмитриевич (1789—1852), Симбирский гражданский губернатор, камергер Высочайшего Двора. Его жена — Мария Семеновна, урожденная Аладьина (1820—1871). Их дети:
      - Дмитрий Петрович
      - Семен Петрович
      - Николай Петрович
      - Мария Петровна (1830—1893). Ее муж — правовед и дипломат Фёдор Андреевич Бюлер. Их сын — Петр Федорович Бюлер (1856—после 1920), барон, камер-юнкер, статский советник. Участник Русско-турецкой войны.
      - Александр Петрович

    - Андрей Дмитриевич (1800—1853)
    - Прасковья Дмитриевна (1802—1826/1927), в замуж. Суморокова (Сумарокова). Муж — Пётр Николаевич Сумороков (1792/1795—1831). Семье мужа[18], принадлежала усадьба в центре Москвы. Их дети[19]: Николай (1820—1851), Варвара (г.р.1821), Александра (ум.в детстве), Сергей (1826—1879), Дмитрий (ум.в детстве), Прасковья (ум.в детстве).
    - Николай Дмитриевич

## Память
- В честь Александра Бековича-Черкасского его сыном Александром было названо село Беково (Бековщина). Ныне — посёлок городского типа Беково — административный центр Бековского района Пензенской области.
- На современных гербе и флаге рабочего посёлка Беково присутствует необычное изображение короны в виде чалмы из герба Бекович-Черкасских.
- В Каспийском море в его честь назван залив Александра Бековича-Черкасского, сейчас — Александрбай (Казахстан).
- Бекович-Черкасский стал героем романа Александра Родионова «Князь-раб» (2006).